# Ásósáskafélék

Az ásósáskafélék (Tridactylidae) a rovarokon belül az egyenesszárnyúak rendjének egyik családja. Tagjai kis, 2 cm-t nem meghaladó rovarok. Általában fényes fekete színűek, néha tarkák vagy homokszínűek. Többnyire a talajba ásott járatokban élnek.

## Jellemzőik

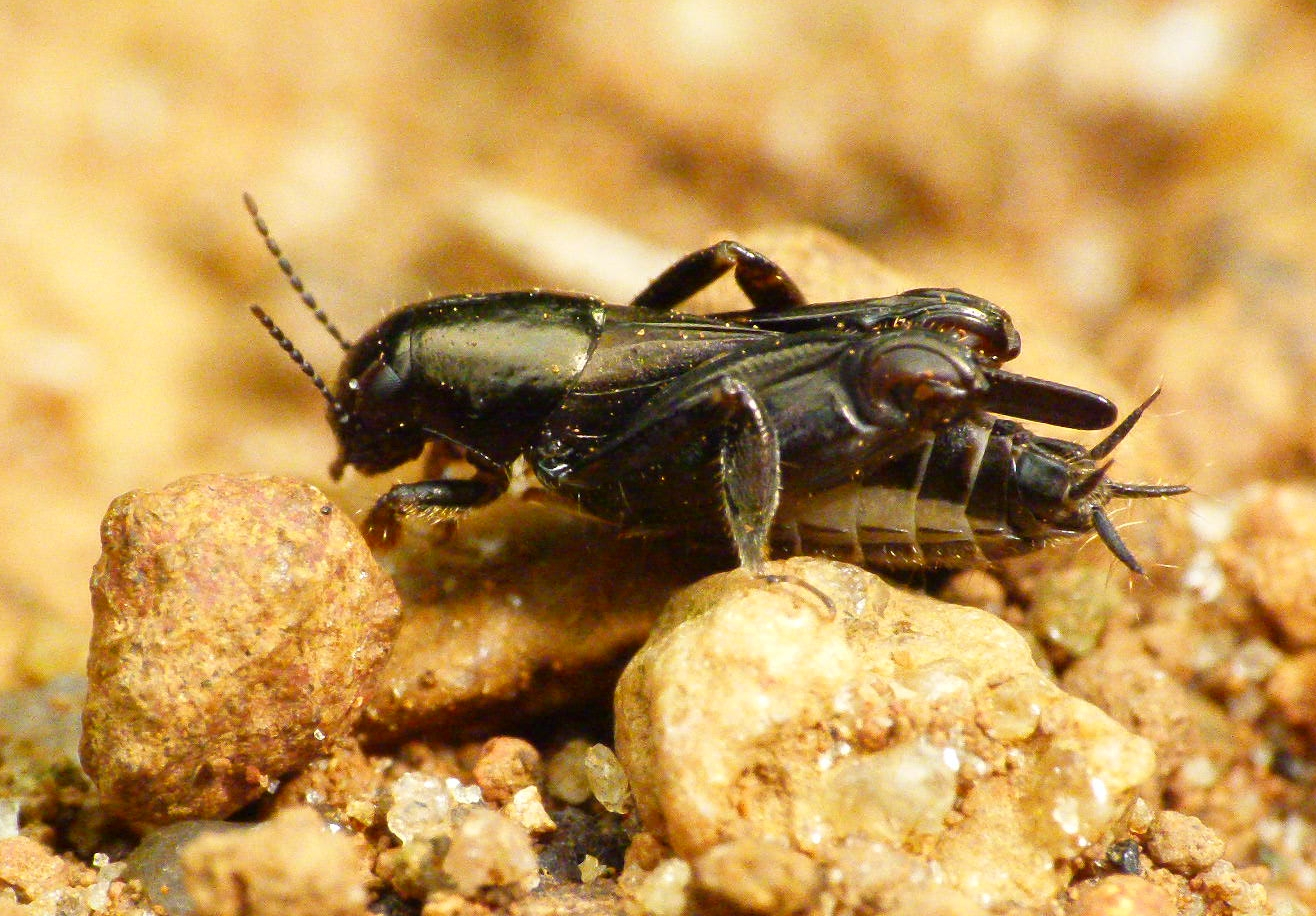
Indiai ásósáska

Az ásósáskák kisebbek rokonaiknál, a sáskáknál, szöcskéknél és tücsköknél; legtöbb fajuk hossza nem éri el a 10 mm-t, bár egyesek közel 20 mm-esek. Az Antarktisz kivételével minden kontinensen megtalálhatóak, de nem mindenütt. Kis méretük és rejtett életmódjuk miatt kevéssé ismertek. Számos szokatlan tulajdonságuk van, például az ugrólábakká módosult  hátsó combjaik rendkívül erősek, egyes fajoknál nagyobbak, mint a potroh.  Hátsó lábszárak végén mozgatható lemezek találhatók, amelyek általában a lábszárhoz simulnak, de ugrás vagy úszás közben széttárulnak hogy segítség az előrejutást. Igen jól úsznak, egyes fajaik a víz alatt is. Képesek a víz felszínéről is elrugaszkodni az ugráshoz. A hátsó lábszár végén tüskékkel is rendelkeznek, amelyek az ásásban segítik őket. 
Fedőszárnyaik csökevényesek, megkeményedettek; hátsó szárnyaik egyes esetekben túlérnek a potrohon, de nem feltétlenül röpképesek. Cirpelőkészülékkel és hallószervvel nem rendelkeznek. Egyes fajok nőstényei csökevényes tojócsővel rendelkeznek, másoké inkább a sáskák tojókampójához hasonlít, amivel könnyebben el tudják helyezni petéiket a homokos talajban.
Az ásósáskák általában vízparton élnek és a homokos, nedves talajban rövid járatokat ásnak. Mindenféle szerves törmelékkel, bomló növényekkel, algákkal táplálkoznak, a homokszemekről nyalják le a moszatokat.

## Osztályozásuk
Az ásósáskákat külsejük és életmódjuk miatt korábban a tücskökhöz (Gryllidae) sorolták be, egyfajta átmenetként a lótücskök (Gryllotalpidae) felé. Kiderült azonban, hogy nemi szerveik anatómiája alapján inkább a sáskákhoz állnak közel, így végül 1996-ban külön családba sorolták be őket. 1999-ben leválasztották róluk a Ripipterygidae családot.(Günther 1994; Flook et al. 1999).
Mintegy 150 mai fajuk közül kettő fordul elő Magyarországon, a tarka ásósáska és a Pfändler-ásósáska.
A Tridactylidae család jelenleg két ma is élő és egy kihalt alcsaládra tagozódik:

### Dentridactylinae
Auth. Günther, 1979
1. Bruntridactylus Günther, 1979
2. Dentridactylus Günther, 1974
3. Paratridactylus Ebner, 1943

- †Burmadactylus Heads, 2009 Mianmar, felső kréta
- †Cascogryllus Poinar, 2018 Mianmar, felső kréta
- †Guntheridactylus Azar & Nel, 2008 Franciaország, eocén
- †Magnidactylus Xu et al. 2020 Mianmar, felső kréta

### Tridactylinae
Auth. Brullé, 1835
- Afrotridactylus Günther, 1994
- Asiotridactylus Günther, 1995 - Afrika, Ázsia
- Ellipes Scudder, 1902 - Észak- és Dél-Amerika
- Neotridactylus Günther, 1972 - Észak- és Dél-Amerika
- Tridactylus Olivier, 1789
- Xya Latreille, 1809
- †Archaeoellipes Heads, 2010 Dominika, miocén
- †Cratodactylus Martins-Neto, 1990 Brazília, kréta

### Kihalt nemek
- †Mongoloxyinae alcsalád Gorochov, 1992
  - †Baisoxya Gorochov & Maehr, 2008 Burjátia, alsó kréta kor
  - †Birmitoxya Gorochov, 2010 Mianmar, felső kréta
  - †Cretoxya Gorochov, Jarzembowski & Coram, 2006 Anglia, alsó kréta
  - †Mongoloxya Gorochov, 1992 Dzun-Bain Formation, Mongólia, alsó kréta
  - †Monodactyloides Sharov, 1968 Burjátia, alsó kréta
- incertae sedis
  - †Paraxya Cao, Chen & Yin, 2019 Mianmar, felső kréta
  - †Magnidactylus Xu, Fang & Jarzembowski, 2020[8] Mianmar, felső kréta

## Fordítás
- Ez a szócikk részben vagy egészben  a   Tridactylidae című angol Wikipédia-szócikk ezen változatának fordításán alapul.  Az eredeti cikk szerkesztőit annak laptörténete sorolja fel. Ez a jelzés csupán a megfogalmazás eredetét és a szerzői jogokat jelzi, nem szolgál a cikkben szereplő információk forrásmegjelöléseként.